# Bülach
Bülach là một đô thị thuộc huyện hành chính Bülach, bang Zürich, Thụy Sĩ. Đô thị này có diện tích 16,09 km2, dân số thời điểm tháng 12 năm 2009 là 17.034 người.